# Pseudopilanus chilensis
Pseudopilanus chilensis är en spindeldjursart som beskrevs av Beier 1964. Pseudopilanus chilensis ingår i släktet Pseudopilanus och familjen blindklokrypare. Inga underarter finns listade i Catalogue of Life.